# Златобуз гибон
Златобуз гибон (Nomascus gabriellae) е вид бозайник от семейство Гибони (Hylobatidae). Видът е застрашен от изчезване.

## Разпространение
Разпространен е във Виетнам, Камбоджа и Лаос.